# Canard River (vattendrag i Kanada, Nova Scotia)
Canard River är ett vattendrag i Kanada.   Det ligger i provinsen Nova Scotia, i den sydöstra delen av landet, 900 km öster om huvudstaden Ottawa.
Omgivningarna runt Canard River är en mosaik av jordbruksmark och naturlig växtlighet. Runt Canard River är det ganska glesbefolkat, med 43 invånare per kvadratkilometer.